# Oláh Miklós (tanár)
Oláh Miklós (Tiszafüred, 1853. április 18. – Szarvas, 1910. április 16.) evangélikus főgimnáziumi tornatanár.

## Élete
Oláh Miklós és Boldog Eszter fia. Gimnáziumi tanulmányait Debrecenben végezte és a tanítói pályára készült. Nevelősködése után Sámsonban, majd Törökszentmiklóson nyert néptanítói alkalmazást; 1876-ban a nemzeti tornaegyesület szakbizottsága előtt a tornázás tanítására vonatkozó oklevelet megszerezte, majd a szarvasi főgimnáziumhoz nyert meghívást. Ez időtől a tanulóság tornázási ügyességét tervszerűen gyakorolta és fejlesztette. A felvonuló díszcsapattal úgy tanítványai, mint maga részére az országos és vidéki tornaversenyeken több díszoklevelet, kitüntetést és jutalmat szerzett. A szarvasi önkéntes tűzoltó egyesületnek művezetője és tanára volt.
A helyi és vidéki lapoknak munkatársa volt költeményeivel és cikkeivel.

## Munkái
- A községi és gazdasági tűzoltás könyve. Bpest, 1880. (Az országos tűzoltó egyesület által pályanyertes mű gyanánt jutalommal volt kitüntetve.).
- Falusi és pusztai tűzoltók betanítása képekben, Szarvas, 1881.
- A sportvilágból. Elbeszélések és versek. Szarvas, 1885. Husz képpel. (Többekkel együtt. Herkules Könyvtár IV.).
- Nyolcz fűzér. Szarvas, 1896. (Tornagyakorlatok).

### Kéziratban
- Megelőző védekezés a tűz ellen (jutalmazott pályamunka 1892.)
- A tűzoltószerek jó karban tartása (1902-ben szintén pályadíjat nyert).